# Eskil Columbus
Eskil Farady Columbus, född 17 augusti 1939 i Kristianstad, då Kristianstads län, Skåne, död 22 januari 2025, var en svensk dragspelare med jazzinriktning.
Han fick sitt första dragspel när han var sju år och framträdde snart på marknader och tivolin, ackompanjerande sin fiolspelande far Karl Columbus.  Knappt 13 år gammal ställde han upp i talangtävlingen Vi som vill opp, ordnad av Aftonbladet denna gång i Örnsköldsvik. Hans resande familj hade fått motorstopp just där, Eskil anmäldes och vann tävlingen och utnämndes till svensk juniormästare på dragspel. 
Columbus flyttade till Umeå 1957 och var där verksam som bilhandlare.